# Dominicanische Männer-Handballnationalmannschaft
Die dominicanische Männer-Handballnationalmannschaft repräsentiert den Handballverband von Dominica als Auswahlmannschaft auf internationaler Ebene bei Länderspielen im Handball gegen Mannschaften anderer nationaler Verbände.

## Geschichte
Die Dominica Handball Association ist seit 2011 Mitglied in der Internationalen Handballföderation (IHF) und seit 2019 in der Handballkonföderation Nordamerikas und der Karibik (NACHC). Die Nationalmannschaft befindet sich noch im Aufbau und nahm erstmals im Jahr 2019 an einem internationalen Turnier teil, als sie bei der IHF North American and Caribbean Emerging Nations Championship antrat und Platz 9 bei zwölf Mannschaften belegte. Bei diesem, vom Weltverband organisierten Turnier für Handballentwicklungsländer in Nordamerika und der Karibik unterlag sie in der Vorrunde gegen Kanada (15:48) und gegen Puerto Rico (19:51). In der Platzierungsrunde siegte man gegen St. Kitts und Nevis (31:28), Barbados (39:30) und Trinidad und Tobago (22:17).